# 청년의 맹세
청년의 맹세(Sumpah Pemuda)는 1928년 10월 28일 당시 네덜란드령 동인도였던 인도네시아에서 열린 제2차 청년회의의 폐막 때 한 3가지 선언이다. 일국일족일어(一國一族一語)주의를 부르짖은 이 선언문은 후의 인니독립운동에서 큰 의의를 갖는다.
청년의 맹세(Sumpah Pemuda)
Pertama
그 첫째
Kami poetera dan poeteri Indonesia, mengakoe bertoempah darah jang satoe, tanah air Indonesia.
우리 인도네시아의 자녀는 인도네시아라는 단 하나의 조국을 선언하노라.
Kedoea
그 둘째
Kami poetera dan poeteri Indonesia, mengakoe berbangsa jang satoe, bangsa Indonesia.
우리 인도네시아의 자녀는 인도네시아 민족이라는 단 하나의 민족임을 선언하노라.
Ketiga
그 셋째
Kami poetera dan poeteri Indonesia, mendjoendjoeng bahasa persatoean, bahasa Indonesia.
우리 인도네시아의 자녀는 인도네시아어라는 통일 언어를 기리노라.

당시 네덜란드어식 철자법이 반영된 구 정서법으로 적혀있으며, 이를 현대 인니어 정서법으로 고치면 다음과 같다.
Pertama
Kami putra dan putri Indonesia, mengaku bertumpah darah yang satu, tanah air Indonesia.
Kedua
Kami putra dan putri Indonesia, mengaku berbangsa yang satu, bangsa Indonesia.
Ketiga
Kami putra dan putri Indonesia, menjunjung bahasa persatuan, bahasa Indonesia.
자카르타에는 1974년 <청년의 맹세 기념관>(Museum Sumpah Pemuda)이 설립되어 이 역사적인 선언문을 기리고 있다.